# Kleine grasmineermot
De kleine grasmineermot (Elachista freyerella) is een nachtvlinder uit de familie grasmineermotten (Elachistidae).
De spanwijdte van de vlinder bedraagt tussen de 7 tot 8 millimeter.
De soort komt voor in Europa en Noord-Amerika. De soort is in Nederland vrij algemeen, en ook bekend uit België.

## Waardplanten
De kleine grasmineermot gebruikt diverse grassen, met name uit het geslacht Poa als waardplant.